# Luxiaria schistacea
Luxiaria schistacea là một loài bướm đêm trong họ Geometridae.